# Đài quan sát trắc địa của Trung tâm nghiên cứu không gian PAS

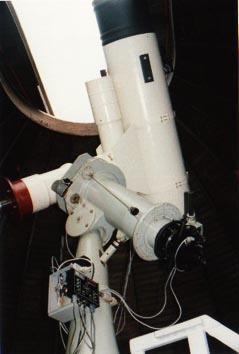
Kính thiên văn trắc quang 0,4 m ở Borówiec thuộc UAM

Đài quan sát trắc địa (trước đây Trạm thiên văn rộng, Đài quan sát thiên văn lớn)  - một đài quan sát nằm ở ul. Drapałka 4, làng Borówiec gần Poznań trong vùng Greater Poland, Ba Lan, thuộc từ năm 1977 đến Trung tâm nghiên cứu vũ trụ của Viện hàn lâm khoa học Ba Lan.
Trong đài quan sát có một trạm laser (thuộc hệ thống ILRS quốc tế) thực hiện các phép đo laser khoảng cách đến các vệ tinh nhân tạo của Trái đất, một phòng thí nghiệm thời gian được trang bị hai đồng hồ Caesium và hai máy tạo hydro (tổ chức duy nhất thuộc loại này tham gia vào việc tạo ra hệ thống định vị châu Âu Galileo) và Trạm GPS (thuộc mạng IGS).
Ngoài ra, cơ sở này còn có hai thiết bị thuộc Đài quan sát thiên văn của Đại học Adam Mickiewicz ở Poznan: kính viễn vọng trắc quang (gương phản xạ của Newton với gương có đường kính 400 mm với camera cảm biến CCD SBIG ST-8) và kính viễn vọng quang phổ kép kết hợp với máy quang phổ sợi quang cách tử nhiễu xạ echelle R = 35000 và máy ảnh Andor DZ-436 CCD).

## Lịch sử
Đài quan sát được thành lập vào đầu những năm 1950  là một phần của Khoa Thiên văn học của Viện Hàn lâm Khoa học Ba Lan. Người khởi xướng việc xây dựng và người đứng đầu đài quan sát là giáo sư Józef Witkowski, khi đó là người đứng đầu Đài quan sát thiên văn của Đại học Poznań. Nó được cho là hoạt động như một đài quan sát chiều rộng, do thực tế là vĩ độ Borówca tương tự như của Irkutsk và sự khác biệt về kinh độ giữa hai nơi là khoảng 90 °. Đài thiên văn được thành lập vào năm 1952  dưới tên Trạm thiên văn rộng . Ban đầu, đài quan sát là để xác định chuyển động cực và hiện tượng liên quan đến thời gian (hiệu chỉnh thời gian, duy trì tiêu chuẩn thời gian UTC) . Vào giữa những năm 1960 Tòa nhà trở thành một phần của Viện Vật lý địa cầu thuộc Viện Hàn lâm Khoa học Ba Lan trong thế kỷ 20. Từ năm 1964, các quan sát về vệ tinh Trái đất nhân tạo đã được thực hiện từ đài thiên văn . Năm 1972, tên của tổ chức đã được thay đổi một lần nữa. Lần này là Đài thiên văn lớn  . Năm 1977, cơ sở và Bộ trắc địa hành tinh đã được đưa vào Trung tâm nghiên cứu vũ trụ mới được thành lập của Viện hàn lâm khoa học Ba Lan .
Từ năm 1976, các quan sát đã được thực hiện trong đài quan sát bằng hệ thống laser Interkosmos và từ năm 1983, các phép đo được thực hiện bằng kỹ thuật Doppler. Một máy thu DOG-2 có thiết kế riêng được sử dụng cho việc này . Năm 1980, mẫu tần số Caesium Rhode & Schwarz đã được giới thiệu và cơ sở thời gian được kết nối với hệ thống thời gian quốc tế. Năm 1982, tòa nhà đã lắp đặt được dụng cụ đo lường thiên văn của Danjona. Thiết bị đã thay thế các thiết bị chuyển tiếp và kính thiên văn thiên đỉnh . Năm 1988, một hệ thống laser thế hệ thứ hai đã được giới thiệu để sử dụng vào năm 1991, hệ thống thứ ba (mô hình CONTINUUM PY-62) . Các phép đo Doppler, được thay thế bằng các phép đo GPS, đã không được thực hiện kể từ năm 1993. Trong năm tiếp theo, với việc cài đặt máy thu GPS TURBO ROGUE SNR-8000, cơ sở này đã được đưa vào mạng Dịch vụ GPS quốc tế cho Địa động lực học (sau đổi tên thành Dịch vụ GNSS quốc tế). Ngoài ra, đài quan sát sử dụng hai kỹ thuật đo lường: laser và GPS đã được tích hợp vào IERS. Tên được đổi tên thành tên hiện tại vào năm 1992  hoặc 1995 .

## Tên gọi
Trong nhiều nguồn (ví dụ: Niên giám thiên văn của Viện trắc địa và bản đồ học) tên của thị trấn nơi đặt đài quan sát là Borowiec (thay vì Borówiec). Cách gọi này có lịch sử từ những năm 1970 của thế kỷ XX, khi kết quả quan sát được gửi từ nhà ga bằng dịch vụ điện báo không hỗ trợ viết có dấu theo tiếng Ba Lan.

## Quản lý và giám đốc
- Giáo sư Józef Witkowski
- Tiến sĩ Ireneusz Domiński
- Tiến sĩ Janusz Mộczko
- Tiến sĩ Waldemar Jakś
- Tiến sĩ Stanisław Schillak
- Tiến sĩ Le Leba